# Hilary John Deacon
Hilary John Deacon (* 10. Januar 1936 in Kapstadt; † 25. Mai 2010 in Stellenbosch) war ein südafrikanischer Archäologe und Geologe. Von 1979 bis zu seiner Pensionierung im Jahr 1999 war er Professor für Archäologie an der Universität Stellenbosch. Ab 1984 leitete Deacon die Ausgrabungen in den Klasies-River-Höhlen, einer Fundstätte von Fossilien des frühen archaischen Homo sapiens. Er galt als „die führende Autorität der Steinzeit-Forschung in Südafrika“.

## Leben
Hilary Deacon wuchs in Kapstadt auf und studierte nach dem Schulbesuch die Fächer Archäologie und Geologie an der Universität Kapstadt. Nach dem Erwerb des Bachelor-Grads (Bachelor of Science) im Jahr 1955 folgten 1962 ein zweiter Bachelor-Grad (Bachelor of Arts), 1966 ein Master-Grad und schließlich 1974 der Doktor-Grad. Zwischen diesen Studienabschlüssen war er von 1956 bis 1960 als Geologe in Ostafrika, im Vereinigten Königreich und in Ghana beschäftigt, von 1962 bis 1971 war er als Nachfolger von John Hewitt als Archäologe am Albany Museum in Grahamstown tätig und zeitweise dessen stellvertretender Direktor. 1971 wechselte Deacon als Senior Lecturer an die Universität Stellenbosch, wo er schließlich 1977 zu deren erstem Professor für Archäologie berufen wurde. Auf Gastprofessuren wurde er an die University of Chicago (1978), die Australian National University (1984) und die University of California, Berkeley (1986) berufen.
Deacon erforschte zahlreiche südafrikanische Fundstätten homininer Fossilien, wobei ihm bei der Altersbestimmung der Funde seine jahrelange Tätigkeit als Feldgeologe Ende der 1950er-Jahre zugutekam. Schon für seine Master-Arbeit und für seine Doktorarbeit hatte er archäologische Schichten neu datiert. Als besondere Leistung wurde in mehreren Nachrufen herausgestellt, dass er durch seine jahrelange Arbeit in den Klasies-River-Höhlen die Abfolge und Datierung ihrer zahlreichen Fundschichten auf eine sichere Grundlage gestellt hat.
Er war seit Dezember 1962 mit der Archäologin Janette Deacon verheiratet. Das Paar hatte drei Kinder.

## Ehrungen
Hilary Deacon war zeitweise Präsident der South African Association of Archaeologists, der South African Society for Quaternary Research und der South African Archaeological Society. Er ist ewiges Mitglied der South African Society for Quaternary Research und der South African Museums Association.

## Schriften (Auswahl)
- mit Janette Deacon: Human Beginnings in South Africa: Uncovering the Secrets of the Stone Age. David Philip, Cape Town 1999. (UK-Edition: Altamira Press, 1999, ISBN 978-0-7619-9086-4).
- Two Late Pleistocene-Holocene Archaeological Depositories from the Southern Cape, South Africa. In: The South African Archaeological Bulletin. Band 50, Nr. 162, 1995, S. 121–131, doi:10.2307/3889061.
- Planting an Idea: An Archaeology of Stone Age Gatherers in South Africa. In: The South African Archaeological Bulletin. Band 48, Nr. 158, 1993, S. 86–93, doi:10.2307/3888947.
- Southern Africa and modern human origins. In: Philosophicaal Transactions of the Royal Society London B. Band 337, Nr. 1280, 1992, S. 177–183, doi:10.1098/rstb.1992.0095.
- mit G. Philip Rightmire: Comparative studies of Late Pleistocene human remains from Klasies River Mouth, South Africa. In: Journal of Human Evolution. Band 20, Nr. 2, 1991, S. 131–156, doi:10.1016/0047-2484(91)90054-Y.
- mit Ria Shuurman: The origins of modern people: The evidence from Klasies River. CRC Press, 1983, ISBN 978-1-003-07896-8.
- Excavations at Boomplaas cave – a sequence through the upper Pleistocene and Holocene in South Africa. In: World Archaeology. Band 10, Nr. 3, 1979, S. 241–257, doi:10.1080/00438243.1979.9979735.

## Belege
1. ↑  H J Deacon 1936–2010. Biografie auf: stellenboschwriters.com, abgerufen am 22. Mai 2021.
2. 1 2  Carmel Schrire: Hilary John Deacon: Archaeologist (1936–2010). In: South African Journal of Science. Band 106, Nr. 11–12, 2010, doi:10.4102/sajs.v106i11/12.466, Volltext
3. ↑   Richard G. Klein: In Memoriam Hilary John Deacon 1936–2010. In: South African Archaeological Bulletin. Band 65, Nr. 191, 2010, S. 109–110.
4. ↑  Hilary John Deacon: The Acheulian occupation at Amanzi Springs, Uitenhage District, Cape Province. In: Annals of the Cape Provincial Museums (Natural History). Band 8, 1970, S. 89–189.
5. ↑  Hilary John Deacon: Where hunters gathered: a study of Holocene stone age people in the Eastern Cape. In: South African Archaeological Society Monograph Series. Band 1, 1976, S. 1–232.
6. ↑  Hilary John Deacon und Vera B. Geleijnse: The stratigraphy and sedimentology of the main site sequence, Klasies River, South Africa. In: The South African Archaeological Bulletin. Band 43, Nr. 147, 1988, S. 5–14, doi:10.2307/3887608.

| Personendaten    | Personendaten                           |
| ---------------- | --------------------------------------- |
| NAME             | Deacon, Hilary John                     |
| ALTERNATIVNAMEN  | Deacon, Hilary; Deacon, H. J.           |
| KURZBESCHREIBUNG | südafrikanischer Archäologe und Geologe |
| GEBURTSDATUM     | 10. Januar 1936                         |
| GEBURTSORT       | Kapstadt                                |
| STERBEDATUM      | 25. Mai 2010                            |
| STERBEORT        | Stellenbosch                            |